# Дімітрі Колупаєв
Дімітрі Колупаєв (нім. Dimitri Colupaev, 29 січня 1990) — німецький плавець.
Учасник Олімпійських Ігор 2012 року.